# Róbinson Alexander Devia
Róbinson Alexander Devia (Santa Marta, 8 de junio de 1973) es un humanista que ingresó a la vida política al lanzarse como candidato de la presidencia de Colombia en 2010 como representante del Movimiento La Voz de la Consciencia. Movimiento que fue respaldado ante la Registraduría Nacional con más de 1 millón de firmas. 

## Trayectoria
Su vida transcurre en Santa Marta donde realiza sus estudios de primaria, en el corregimiento de Gaira, Colegio Madre María Bernarda y la secundaria en el Instituto Técnico Industrial. Luego se traslada para Barranquilla donde comienza Arquitectura en la Universidad Autónoma del Caribe. Posteriormente presta servicio militar en la Primera División del Ejército y sale como Oficial de la Reserva de las Fuerzas Militares de Colombia. Posteriormente, comienza su vida política en 2009 haciendo propagandas para lanzarse en la Voz de la Consciencia. Róbinson Alexander Devia González,
Posteriormente ingresa al Sena para estudiar una tecnología en Obras Civiles y Construcciones, de allí empieza a desarrollar su experiencia en este campo. Luego ingresa a la Universidad Nacional Abierta y a Distancia UNAD y estudia Administración de Empresas, con énfasis en obras civiles y construcciones. En este contexto, fortalece su preparación como facilitador, conferencista, tallerista y asesor. Años más tarde, se traslada a Medellín y allí estudia Programación Neurolingüística y desarrolla su propia estrategia de motivación ontologica, para generar cambios positivos en la sociedad, la familia y la organización.

## Candidato a la Presidencia de Colombia (2010-2014)

### Huelga de hambre
El candidato presidencial Róbinson Devia, junto con voluntarios, miembros y seguidores del movimiento La Voz de la Conciencia, el 10 de mayo del presente año, se declaran en huelga de hambre argumentando que se están violando sus derechos electorales. 
La protesta inició a las 10:00 a. m. en la Plaza de Bolívar de Bogotá y se extenderá hasta que sea escuchada su queja del desequilibrio informativo que existe en Colombia. la toma pacífica es por la discriminación de algunos medios masivos de comunicación y por la ausencia de garantías electorales con el candidato presidencial Róbinson Devia González.

## Familia
Hijo de Luis Eduardo Devia Jiménez y Daisy González Oquendo. Mayor entre cinco hermanos.los 5 años cuando ingresó al colegio Madre María Bernarda. A los veintisiete años contrajo matrimonio civil con la psicóloga Diana Margarita García García, de esta unión nace su segunda hija que en la actualidad tiene 13 años (Isabela del Mar Devia García). Además tiene un hijo de 21 años (Sergio Andrés Devia Charris) y otro de 7 años (Felipe Alejandro Devia García).[cita requerida]